# Nattenheim
Nattenheim – miejscowość i gmina w Niemczech, w kraju związkowym Nadrenia-Palatynat, w powiecie Eifel Bitburg-Prüm, wchodzi w skład gminy związkowej Bitburger Land. Do 30 czerwca 2014 wchodziła w skład gminy związkowej Bitburg-Land.

## Warto zobaczyć
- neoromański kościół pw. świętego Huberta powstały w 1875 roku oraz wiele gospodarstw i domów z XVIII i XIX wieku, dobrze zachowanych.